# Stéphane Jougla
Pour les articles homonymes, voir Jougla.
Stéphane Jougla, né à Toulouse le 8 janvier 1964, est un écrivain français. Après des études de droit et de lettres, il a longtemps travaillé dans l’édition juridique. Agrégé de Lettres modernes, il enseigne aujourd’hui[Quand ?] dans la région parisienne. Il a collaboré à la revue Sigila (revue transdisciplinaire sur le thème du secret). Il est également auteur de manuels scolaires pour la collection Fleurs d'encre (Hachette).

## Œuvres
Romans :
- L'Idée, Paris, Éditions Gallimard, coll. « Blanche », 2003. Prix Méditerranée des lycéens en 2004[2]
- Portrait d’une absente, Paris, Éditions Gallimard, coll. « Blanche », 2005 (traduit en polonais et en coréen)
- Le Petit Philosophe, Paris, Éditions du Seuil, coll. « Cadre rouge », 2009
- Gabrielle ou Le Jardin retrouvé, Paris, Éditions Denoël, 2017 / Éditions J'ai lu, mars 2019.

Nouvelles:
- Transparences lucides, Sigila n°25, Printemps-été 2010
- Le mot du naufrage, Sigila n°26, Automne-hiver 2010
- Le mariage de Raoul Août et de Jeannine Janvier, L’Art en chemin 2015
- Précipitations, L'Art en chemin 2018

Articles:
- De la Vivonne à l'Orénoque, RECIF n°10, 1988-1989
- Esthétique de la honte, Sigila n°14, Automne-hiver 2004
- L'énigme, un personnage de roman, Sigila n° 31, Printemps-été 2013